# Lessinodytes pivai
Lessinodytes pivai is een keversoort uit de familie van de loopkevers (Carabidae). De wetenschappelijke naam van de soort is voor het eerst geldig gepubliceerd in 1988 door Vigna Taglianti & Sciaky.